# Rykene
Rykene is een plaats in de Noorse gemeente Arendal, provincie Agder. Rykene telt 650 inwoners (2007) en heeft een oppervlakte van 0,95 km².
De plaats ligt aan de Nidelva.